# Parafia św. Urszuli w Kowalu
Parafia Świętej Urszuli w Kowalu – rzymskokatolicka parafia położona w mieście Kowal. Administracyjnie należy do diecezji włocławskiej (dekanat kowalski). 
Odpust parafialny odbywa się we wspomnienie Świętej Urszuli - 21 października.

## Duszpasterze
- proboszcz: ks. kan. dr Piotr Głowacki (od 2003) - dziekan dekanatu kowalskiego
- wikariusz: ks. Jakub Kośka (od 2022)
- wikariusz: ks. Sebastian Szkop (od 2022)

## Kościoły
- kościół parafialny: Kościół św. Urszuli w Kowalu